# Orthosia macona
Orthosia macona là một loài bướm đêm trong họ Noctuidae.